# Цвітянка
Цвітя́нка — село в Україні, у Курненській сільській територіальній громаді Житомирського району Житомирської області. Населення становить 72 особи (2001).

## Історія
У 1906 році — німецька колонія Пулинської волості Житомирського повіту Волинської губернії. Відстань від повітового міста 45 верст, від волості 10. Дворів 105, мешканців 789.
Восени 1936 року із села до Карагандинської області Казахської РСР радянською владою було переселено 66 німецьких родин (287 осіб). Серед виселених 118 дорослих і 169 дітей.
У 1923—59 роках — адміністративний центр колишньої Цвітянської сільської ради Червоноармійського району.

## Населення

### Мова
Розподіл населення за рідною мовою за даними перепису 2001 року:
| Мова       | Кількість | Відсоток |
| ---------- | --------- | -------- |
| українська | 72        | 100%     |